# Кифтенбелд, Майкел
Майкел Кифтенбелд (нидерл. Maikel Kieftenbeld; род. 26 июня 1990, Лемелервелд, Далфсен) — нидерландский футболист, полузащитник.

## Клубная карьера
Кифтенбелд — воспитанник клубов «Лемелервелд», «Твенте» и «Гоу Эхед Иглз». 8 августа 2008 года в матче против ВВВ-Венло он дебютировал в Эрстедивизи в составе последнего. 24 апреля 2009 года в поединке против «Вендама» Майкел забил свой первый гол за «Гоу Эхед Иглз». Летом 2010 года Кифтенбелд перешёл в «Гронинген», подписав контракт на 4 года. 8 августа в матче против амстердамского «Аякса» он дебютировал в Эредивизи. 30 октября 2011 года в поединке против «Фейеноорда» Майкел забил свой первый гол за «Гронинген». В 2015 году он помог клубу выиграть Кубок Нидерландов.
Летом 2015 года Кафтенбелд перешёл в английский «Бирмингем Сити», подписав контракт на 3 года. 8 августа в матче против «Рединга» он дебютировал в Чемпионшипе. 2 января 2016 года в поединке против «Брентфорда» Майкел забил свой первый гол за «Бирмингем Сити».
12 июня 2022 года подписал двухлетний контракт с клубом «Эммен». 6 августа дебютировал за клуб в матче чемпионата против ПСВ и отметился автоголом в первом тайме. В конце матча Кифтенбелд получил травму колена — дальнейшее обследование показало, что он получил травму крестообразной связки и выбыл до конца сезона.

## Достижения

### Командные
«Гронинген»
- Обладатель Кубка Нидерландов по футболу — 2014/15